# Mexibús
El Mexibús es un sistema de autobús de tránsito rápido que sirve principalmente a la Zona Metropolitana del Valle de México ubicada en el Estado de México, y en menor medida, la Ciudad de México. Su planeación, control y administración están a cargo del Movimex y del Sistema de Transporte Masivo y Teleférico.
El sistema en la actualidad cuenta con cuatro líneas, se asigna un número y un color distintivo para cada línea. Tiene una extensión de más de 104 kilómetros y posee 145 estaciones.
La primera línea la inauguró el 2 de octubre de 2010 el entonces gobernador, Enrique Peña Nieto.

## Líneas

### Línea 1
La primera línea del sistema fue inaugurada el 2 de octubre de 2010 por el entonces gobernador del Estado de México, Enrique Peña Nieto (2005 - 2011). Tiene una longitud de 32 kilómetros con 34 estaciones, brindando servicio a los municipios de Ecatepec de Morelos, Tecámac y Zumpango. Es operada por Transmasivo S.A., contando con los servicios ordinario y exprés desde el Mexipuerto de Ciudad Azteca en Ecatepec de Morelos, dónde tiene conexión con la línea B del STC Metro, hasta la Terminal de Pasajeros del aeropuerto en Zumpango.
El 21 de marzo de 2022 se inauguró la ampliación hacia el Aeropuerto Internacional Felipe Ángeles con 8 estaciones más y con carril preferente (no exclusivo para el uso de los autobuses) junto con el Aeropuerto Internacional Felipe Ángeles.
El servicio se presta en cinco itinerarios:
- Ordinario original: Ojo de Agua - Ciudad Azteca

- Rosa exprés: Ojo de Agua - Ciudad Azteca

- Exprés total: Ojo de Agua - Ciudad Azteca

- Exprés intermedio: Central de Abastos - Ciudad Azteca

- Ordinario ampliación: Ojo de Agua - Terminal de Pasajeros

### Línea 2
La segunda línea del sistema fue la tercera en ser inaugurada el 12 de enero de 2013 por el entonces gobernador Eruviel Ávila Villegas (2011 - 2017). Tiene una longitud de 22,3 kilómetros con 44 estaciones en los municipios de Cuautitlán Izcalli, Tultitlán, Coacalco de Berriozabal y Ecatepec de Morelos, es operada por Transcomunicador Mexiquense S.A. de C.V., brinda los servicios ordinario desde la terminal La Quebrada en Cuautitlán Izcalli hasta la terminal las Américas en Ecatepec de Morelos y el exprés de la estación Lechería hasta la estación Ecatepec. Su flotilla la abarca Scania Neobus BRT y Scania Busscar K320 así como Scania Neobus para los express.
El servicio se presta en cinco itinerarios:
- Ordinario Mixto: Las Américas - La Quebrada
- Ordinario Rosa: Las Américas - La Quebrada
- Exprés Mixto: Ecatepec - Lechería
- Exprés Rosa: Ecatepec - Lechería
- Ampliación: Las Américas - Río de los Remedios

### Línea 3
La tercera línea del sistema fue la segunda en ser inaugurada el 30 de abril de 2013 por el entonces gobernador Eruviel Ávila Villegas (2011 - 2017). Con su ampliación concretada en 2023 tiene una longitud de casi 28 kilómetros con 30 estaciones más 16 parabuses en los municipios de Chimalhuacán, Nezahualcóyotl y la alcaldía Venustiano Carranza en la Ciudad de México, es operada por Red de Transportes de Oriente S.A. de C.V., brinda los servicios ordinario y express desde la terminal Pantitlán en el Centro de Transferencia Modal o CETRAM homónima en Venustiano Carranza, hasta la terminal Chimalhuacán, cuenta con un ramal que parte de la Estación Acuitlapilco, hacia Central de Abastos de Chicoloapan.
Interconecta con la línea 4 del Metrobús de la Ciudad de México en la estación Pantitlán y Calle 6, lo anterior se logró gracias a una serie de adecuaciones que permiten que las unidades del Metrobús capitalino ingresen a la estación Pantitlán y utilicen el carril confinado sobre la avenida Río Churubusco, para poder descongestionar las líneas 1, 5, 9 y A del Metro de la Ciudad de México.
El 14 de junio de 2022 se anunció la ampliación de la estación Acuitlapilco a la Central de Abasto de Chicoloapan con una extensión de 4.5 kilómetros, en marzo del 2023 quedó inaugurada. Su flotilla la comprenden autobuses Mercedes Benz Marcopolo Gran Viale BRT y Mercedes Benz Marcopolo Torino G8.
El servicio se presta en los siguientes itinerarios:
- Ordinario: Pantitlán - Chimalhuacán
- Express 1: Pantitlán - Acuitlapilco
- Express 2: Pantitlán - Chimalhuacán
- Express 2 Rosa: Pantitlán - Chimalhuacán
- Express 3: Pantitlán - Rayito de Sol
- Ampliación: Acuitlapilco - Central de Abastos de Chicoloapan

### Línea 4
La cuarta línea del sistema, inaugurada el 9 de octubre de 2021 (tras 7 años 4 meses de construcción) en la administración del gobernador Alfredo del Mazo Maza (2017 - 2023), cuenta en total con una longitud de 22,3 kilómetros y 29 estaciones en los municipios de Tecámac, Ecatepec de Morelos, Tlanepantla de Baz y la alcaldía Gustavo A. Madero en la Ciudad de México.El 7 de abril del 2024 se puso en marcha el servicio hasta su nueva terminal en La Raza.
Al igual que la línea I del Mexibús, se tiene contemplada una ampliación al Aeropuerto Internacional Felipe Ángeles.
El servicio se presta en 3 itinerarios:
- Ordinario Mixto: UMB Tecámac - La Raza
- Ordinario Rosa: UMB Tecámac - La Raza
- Exprés Mixto: UMB Tecámac - La Raza

Su flotilla abarca los autobuses:
Ordinario: Volvo 7300 BRT
Express: Volvo CAIO Aceess B8RLE

## Tarifas, sistemas de pago y horario de servicio
La tarifa plana vigente a partir del 1 de julio de 2024, es de MXN $9.00, e igualmente a partir de esa fecha entró en funcionamiento la tarjeta Movimex, acompañada de la nueva identidad gráfica de los sistemas de movilidad del Estado de México, asimismo, se eliminó el cobro de pasaje para adultos mayores, niños menores de 5 años y personas con discapacidad. Además, los transbordos entre las líneas de Mexibús y Mexicable son sin costo adicional. 
Durante el transbordo, el usuario sólo debé presentar su tarjeta para ingresar a la siguiente línea de viaje y es válido durante las siguientes dos horas en una sola dirección de viaje, es decir, no podrá reingresar a la misma Línea de transporte. Los transbordos son por tarjeta y por persona.
A partir del 7 de abril del 2024, en las estaciones La Raza e Indios Verdes se puede ingresar al servicio con la Tarjeta de Movilidad Integrada de la Ciudad de México (propia de los sistemas de transporte de la Ciudad de México) con la misma tarifa plana de $9.00.
El horario de servicio depende de cada línea, la mayoría trabaja de lunes a domingo de 4:00 a. m. a 1:00 a. m.